# Ernst Heilmann

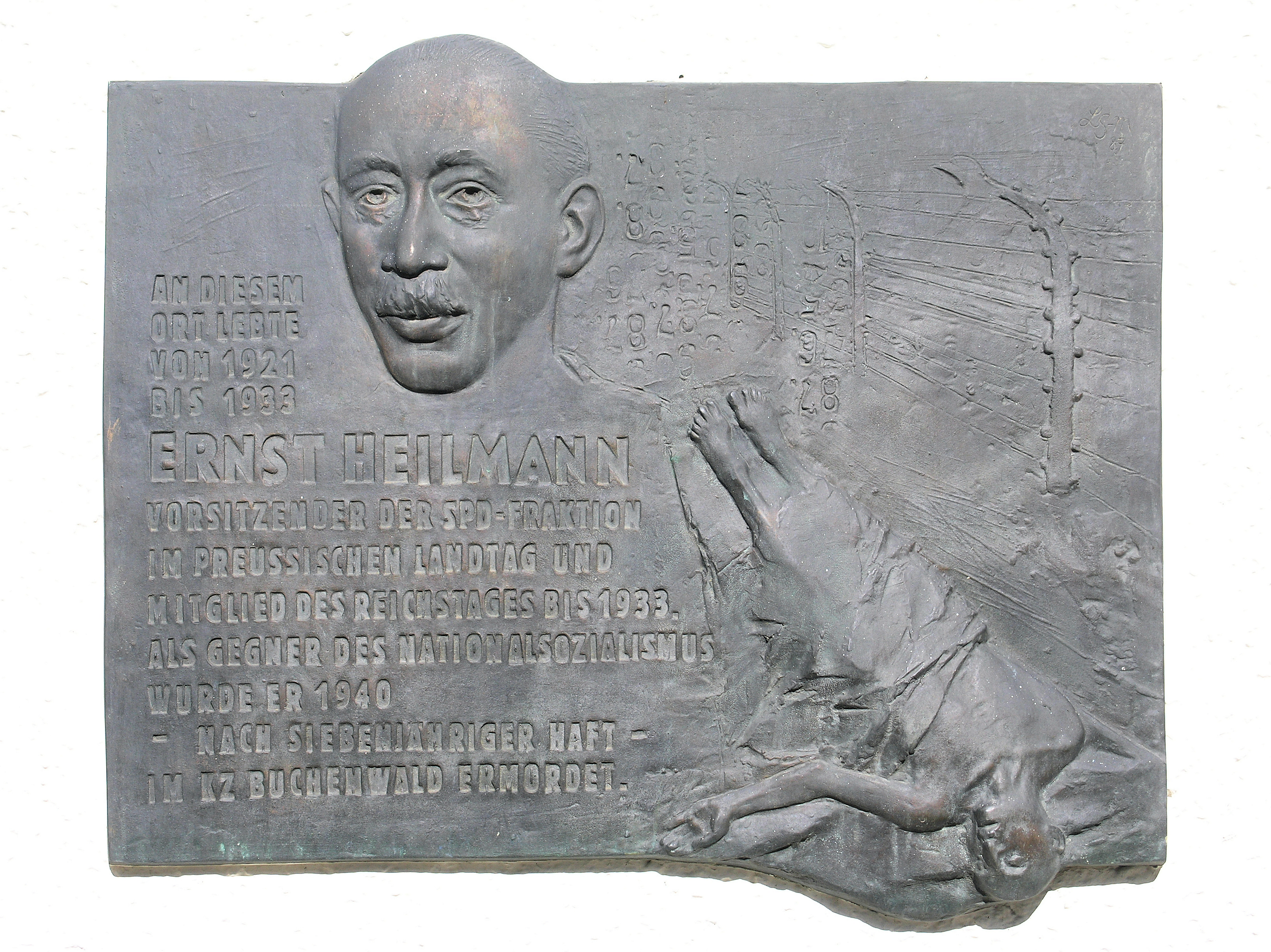
Gedenktafel für Ernst Heilmann in Berlin-Kreuzberg. Das Bronzerelief wurde 1987 von Ludmila Seefried-Matějková angefertigt und zwei Jahre später an seinem Wohnhaus in der Brachvogelstraße 5 angebracht.

Ernst Heilmann (* 13. April 1881 in Berlin; † 3. April 1940 im Konzentrationslager Buchenwald) war ein deutscher Jurist und sozialdemokratischer Politiker.
Vor dem Ersten Weltkrieg engagierte sich Heilmann insbesondere als Journalist für die Sozialdemokratische Partei Deutschlands (SPD). Während des Krieges gehörte er zu den entschiedenen Befürwortern der Burgfriedenspolitik und zählte zum rechten Rand der Partei, der offen für Annexionen eintrat. Nach der Novemberrevolution verlagerte Heilmann seinen Arbeitsschwerpunkt von publizistischen auf parlamentarische Aktivitäten. Er sicherte als Vorsitzender der SPD-Fraktion im Preußischen Landtag die Weimarer Koalition, die mit festem parlamentarischen Rückhalt im Freistaat Preußen über lange Jahre die Regierung stellte. Ab 1928 gehörte Heilmann ferner dem Reichstag an. Wenige Monate nach der „Machtergreifung“ der Nationalsozialisten wurde Heilmann inhaftiert. Die nachfolgenden Jahre verbrachte er in Konzentrationslagern, bis er schließlich in Buchenwald ermordet wurde.

## Herkunft, Jugend, Studium
Ernst Heilmann wuchs in einer kleinbürgerlich-jüdischen Familie auf, in der der jüdische Glaube keine besondere Rolle spielte. Sein Vater Max besaß in Berlin ein Papiergeschäft. Seine Mutter Flora war eine geborene Mühsam, der Anarchist und Dichter Erich Mühsam war Vetter von Ernst Heilmann.
Ernst Heilmann besuchte von 1888 bis 1900 das Cöllnische Gymnasium in Berlin, wo er häufig Klassenbester war. Zu den Schülern, die mit ihm das Abitur bestanden, zählte der spätere Schriftsteller Alfred Döblin. Ein weiterer Mitschüler, Moritz Goldstein, beschrieb Ernst als einen Gymnasiasten mit ausgeprägtem Interesse an Politik. Zudem bewies Heilmann Talent im Schachspiel. Er konnte mehrere Partien gleichzeitig und blind spielen. In den 1900er Jahren nahm er an mehreren Turnieren teil, unter anderem 1903/04 am ersten Turnier um die Meisterschaft von Berlin. Im Februar 1907 erreichte er seine höchste historische Elo-Zahl von 2516.
Von 1900 bis 1903 studierte Heilmann an der Friedrich-Wilhelms-Universität in Berlin Rechtswissenschaften und Staatswissenschaften. Er schloss das Studium mit dem Ersten Staatsexamen ab. Der Vorbereitungsdienst wurde ihm aus politischen Gründen verwehrt, weil er bereits als siebzehnjähriger Gymnasiast der SPD beigetreten war. Diese Form des Berufsverbots für Anhänger der Sozialdemokratie war im Kaiserreich durchaus üblich.

## Politisches Wirken

### Arbeit für die SPD bis zum Ersten Weltkrieg
Rasch nach seinem Eintritt in die SPD wurde Heilmann zum Leiter einer Gruppe sozialistisch gesinnter jugendlicher Arbeiter. Diesem ersten Schritt seiner Parteikarriere folgte nach 1903 die Arbeit als Parlamentsberichterstatter für sozialdemokratische Zeitungen.
1909 trat er als Chefredakteur in die Redaktion der sozialdemokratischen Chemnitzer Volksstimme ein und zog aus der Reichshauptstadt nach Chemnitz. In der Redaktion der Zeitung, die publizistisch zum rechten Parteiflügel gezählt wurde, arbeitete auch Gustav Noske. Heilmann selbst engagierte Erich Kuttner, der später gemeinsam mit ihm im Preußischen Landtag sitzen sollte. Die Zeitung, die sich zuvor in einer wirtschaftlichen Krise befunden hatte, erlebte unter Heilmanns Regie einen Aufschwung. Neben umfangreichen Werbemaßnahmen trug die Aktualität der Artikel dazu bei, für die Heilmann sorgte.
Als leitender Redakteur des Blattes übernahm Heilmann die Verantwortung, wenn die Redaktion aus Sicht der Obrigkeit gegen Recht und Gesetz verstieß. Im Zusammenhang mit der Berichterstattung über einen lokalen Streik erging gegen Heilmann 1911 eine Klage wegen Majestätsbeleidigung. Er verbüßte deshalb im zweiten Halbjahr dieses Jahres eine sechsmonatige Freiheitsstrafe.
Neben seiner journalistischen Arbeit sprach Heilmann häufig in Wahlversammlungen und vor allem in sozialdemokratischen Bildungsveranstaltungen. In den letzten Vorkriegsjahren war er unter den Chemnitzer Parteifunktionären derjenige, der die meisten Vortragsverpflichtungen hatte. Mit seinen Veranstaltungen erreichte er die bildungsinteressierten, sozialistisch gesinnten Chemnitzer Arbeiter und Jugendlichen. Die Themen, über die Heilmann referierte, waren weit gespannt. So analysierte er im Jahr 1912 unter anderem das Ergebnis der Reichstagswahlen, sprach über den Ersten Balkankrieg, über Imperialismus, Frieden und Abrüstung. Auch Justizfragen und das allgemeine Wirtschaftsleben gehörten zu seinen Themen. Historische Gegenstände, die Bezug hatten zur 50-jährigen Geschichte der Sozialdemokratie sowie zu den Befreiungskriegen von 1812, standen 1913 im Vordergrund.
Ein weiteres Ergebnis der sächsischen Zeit Heilmanns war die Publikation der Geschichte der Arbeiterbewegung in Chemnitz und dem Erzgebirge. Die Veröffentlichung erfolgte aus Anlass des in Chemnitz im September 1912 tagenden SPD-Parteitages und wurde von Heilmann in nur knapp drei Monaten bewerkstelligt. Die Schrift war die erste umfassende Darstellung zu diesem Thema und zugleich, nach den Veröffentlichungen von Eduard Bernstein und Heinrich Laufenberg über die Berliner beziehungsweise die Hamburger und Altonaer Arbeiterbewegungsgeschichte, die dritte regionalgeschichtliche Studie über die Arbeiterbewegung überhaupt.

### Politik im Zeichen des Burgfriedens
In der Julikrise 1914 organisierte die SPD, wie viele andere sozialistische Parteien Europas, Kundgebungen gegen den drohenden Krieg. Heilmann gehörte am 26. Juli 1914 zu den Rednern einer solchen Veranstaltung in Chemnitz. Hier legte er ein Bekenntnis zu Sozialismus und Frieden ab. Drei Tage später bekannte sich auch die Volksstimme zu diesen Zielen. Am 1. August 1914, nach der russischen Mobilmachung und nach der Ermordung des französischen Sozialistenführers Jean Jaurès, vollzog die Zeitung unter seiner Leitung jedoch einen abrupten Wandel. Sie rief zur Erfüllung der Pflichten gegenüber dem Vaterland auf, jede Kritik an der Politik und den führenden Personen in Deutschland habe nun zu verstummen.
Heilmann gehörte – wie die Mehrheit der sozialdemokratischen Funktionsträger – während des Ersten Weltkriegs zu den Befürwortern der Burgfriedenspolitik. Mehr noch, er exponierte sich als Vertreter einer sozialimperialistischen Politik innerhalb der Partei. Am 30. Juli 1915 schrieb er in der Volksstimme: „So zerschmetternd müssen die Feinde geschlagen werden, daß ihr Ring zerbricht, die Koalition birst […] Dazu hilft uns gegen diese Feinde nur eins: Den Daumen aufs Auge und die Knie auf die Brust.“ Für die radikale Linke stand das Urteil über Heilmann nach solchen Thesen fest, sie lehnte ihn fortan ab und konnte sich dabei auf Lenin berufen, der Heilmann 1917 als „extreme(n) deutsche(n) Chauvinist(en)“ bezeichnet hatte.
Nachdem er in den ersten Kriegsmonaten junge Arbeiter zum Dienst an der Waffe aufgerufen hatte, meldete sich Heilmann 1915 selbst als Freiwilliger zum Militär. Damit endete seine Zeit in Chemnitz. 1916 kehrte er schwer verwundet und auf einem Auge blind von der Front zurück und wählte Charlottenburg zu seinem Wohnort.
Publizistisch engagierte er sich weiterhin im Sinne der Mehrheitssozialdemokratie durch Beiträge in den Sozialistischen Monatsheften. Für die Zeitschrift Die Glocke verfasste Heilmann ebenfalls Beiträge. Diese Zeitschrift war Organ der Lensch-Cunow-Haenisch-Gruppe und galt als „Sprachrohr des ausgeprägt nationalen rechten Flügels der SPD“. Am 12. August 1916 forderte Heilmann in einem Glocke-Artikel offen Annexionen durch das Deutsche Reich. Einfluss nahm er auch durch die Leitung des Pressedienstes Internationale Korrespondenz, später in Sozialistische Korrespondenz umbenannt. Zudem gründete er mit Kuttner den Reichsbund der Kriegsbeschädigten.

### Preußischer Parlamentarier

Ernst Heilmann, Porträtfoto im Reichstagshandbuch von 1928.

In den Wochen der Novemberrevolution versuchte Heilmann, die Geschehnisse durch Flugschriften und Zeitungsartikel im Sinne der Parteirechten zu beeinflussen, die eine Entwicklung nach dem Muster der Oktoberrevolution fürchtete und stattdessen eine parlamentarische Demokratie anstrebte. Nach der Revolution wurde Heilmann 1919 für die SPD Abgeordneter in der Stadtverordnetenversammlung von Charlottenburg, 1919 hatte er zudem einen Sitz in der Preußischen Landesversammlung. Anschließend gehörte er über die gesamten Jahre der Weimarer Republik der SPD-Fraktion im Preußischen Landtag an, seit Herbst 1921, nach dem Kapp-Putsch, war er ihr Vorsitzender. Von 1928 bis 1933 war er zudem Mitglied des Reichstags. 1929 übertrug ihm der SPD-Parteitag die Redaktion der Wochenzeitschrift Das freie Wort, in der er Beiträge unter seinem eigenen Namen und unter dem Pseudonym „Illo“ veröffentlichte.

#### Persönlichkeit
Hildegard Wegscheider, Fraktionskollegin im Preußischen Landtag, berichtete über Heilmanns rhetorische Fähigkeiten, er habe „mit einer ungeheuren Wucht und dabei mit leuchtender Klarheit reden“ können und so auf die Massen „ungeheuren Einfluss“ gehabt. Parlamentsreden hielt er frei, auch für offizielle Erklärungen im Namen der Fraktion machte er sich nur wenige Notizen. Gelegentlich zitierte er dabei Lassalle oder Bismarck aus dem Gedächtnis. Seine Artikel für Das freie Wort diktierte er ohne schriftliche Aufzeichnungen direkt in die Schreibmaschine. Seine Schriften zeichneten sich ebenfalls wiederholt durch scharfe Polemik sowie durch ein hohes intellektuelles Niveau aus.
Mit seinem Redetalent machte Heilmann sich nicht nur Freunde, sondern auch Feinde. In der zweiten Hälfte der 1920er Jahre zeigte sich dies zum Beispiel im Barmat-Skandal. Im Zuge eines Korruptionsprozesses gegen die Brüder Barmat, drei aus Osteuropa eingewanderte Juden, waren SPD- und Zentrumspolitiker unter Druck geraten. Vertreter der Deutschnationalen Volkspartei (DNVP) bemühten sich, auch Heilmann Verfehlungen anzuhängen. Der SPD-Politiker ging allerdings weitgehend schadlos aus den Verhandlungen eines eigens eingerichteten Untersuchungsausschusses hervor. Dennoch setzten seine deutschnationalen, völkischen und kommunistischen Gegner ihre Diffamierungen und Verleumdungen, er sei in den Skandal verwickelt gewesen, bis 1933 fort.
Heilmann machte sich überdies angreifbar, indem er sich im Privatleben ausdrücklich als Bohemien verstand. Er genoss Unterhaltung, Spiel und Zigarren in seinem Lieblingslokal, dem Café Josty am Potsdamer Platz. Auch auf den Rennplätzen der Hauptstadt war er ein häufiger Gast. Hinzu kamen immer wieder Gerüchte über Frauengeschichten. All das reizte politische Gegner. Parteigenossen, häufig auf äußere Sittenstrenge Wert legend, hießen solch einen Lebenswandel ebenso wenig gut.
Heilmann war gegenüber neuen Möglichkeiten der politischen Propaganda stets aufgeschlossen. So erkannte er früh die Bedeutung des Mediums Radio. 1923 gründete er die Aktiengesellschaft für Buch- und Presseausführung, die kurz darauf in die Drahtloser Dienst AG Dradag umgewandelt wurde. Sie war die zentrale Nachrichtenredaktion aller neuen Rundfunk-Sendegesellschaften der Republik. Als sie zu 51 Prozent in Staatshand überging, gehörte Heilmann bis 1931 dem Aufsichtsrat an. In den Kontrollgremien der Westdeutschen Rundfunk AG, der Mitteldeutschen Rundfunk AG und der Funk-Stunde Berlin hatte er ebenfalls Sitz und Stimme. Der rechtsgerichteten Redaktion der Rundfunkzeitschrift Der Deutsche Sender war Heilmann in seiner Rundfunkfunktion ein Dorn im Auge:

„Das Programm ist in seiner Tendenz vollkommen antinational und marxistisch, ja, es scheint einzig und allein der kulturellen und politischen Zersetzung des deutschen Volkes zu dienen. Der SPD-‚Führer‘ Heilmann sitzt im Überwachungsausschuß bzw. Beirat der Berliner Funkstunde, der Mirag und der Deutschen Welle. Somit ist der Arbeiter-‚Führer‘ und Multimillionär Heilmann als mächtigster Mann des Marxismus auch gleichzeitig der deutsche Rundfunkdiktator.“

#### Freiräume im Freistaat

Karte des Deutschen Reiches zur Zeit der Weimarer Republik. Preußen, der größte Gliedstaat, in blau

Im Freistaat Preußen fand Heilmann Bedingungen vor, die sich von denen im Reich deutlich unterschieden. Sie bildeten den Handlungsrahmen seiner politischen Entfaltung. Dazu gehörte zunächst das Fehlen von Konflikten, die die Reichsebene immer wieder vor schwere Belastungen stellten. Der Friedensvertrag von Versailles, die Außen- und die Sozialpolitik waren Themen, die in erster Linie im Reichstag und in der Reichsregierung zu verhandeln waren, nicht im Preußischen Landtag oder im Preußischen Staatsministerium.
Die Gestaltungsmöglichkeiten der SPD-Fraktion im Preußischen Landtag waren darüber hinaus durch das Fehlen einer parteiinternen Kontrollinstanz deutlich größer als jene der Reichstagsfraktion, die traditionell vor dem SPD-Parteitag Rechenschaft abzulegen hatte. In Preußen gab es keinen SPD-Landesverband, keinen Landesvorstand und auch keinen Parteitag. Die Landtagsfraktion, allen voran Heilmann, wies alle Versuche zurück, ihre Freiheit einzugrenzen.
Das preußische Dreiklassenwahlrecht hatte dafür gesorgt, dass bis zur Novemberrevolution nur zehn Sozialdemokraten im Abgeordnetenhaus vertreten waren. Vor dem Ersten Weltkrieg avancierte die SPD hingegen im Reichstag zur größten Fraktion. Dennoch blieb sie dort ebenfalls von politischer Mitgestaltung ausgeschlossen und behielt deshalb bis August 1914 den strikten Oppositionskurs bei. Für viele SPD-Reichstagsabgeordnete galt der Kampf gegen die Regierung auch nach Krieg und Revolution als der Normalfall. Anders die Situation in Preußen: Von 114 Sozialdemokraten (1921) hatten nur vier vor dem Weltkrieg Mandate für das preußische Abgeordnetenhaus innegehabt. Die SPD-Fraktion im Preußischen Landtag konnte sich unter Führung Heilmanns deshalb rascher auf die neue Rollenverteilung von Parlament und Regierung einstellen.
Die Homogenität der preußischen Parlamentarier war zudem größer. Die deutliche Mehrheit war reformorientiert und nicht revolutionär eingestellt. In der Reichstagsfraktion hingegen fanden sich viele Parteiintellektuelle, politische Schriftsteller und Redakteure. Sie zeigten ein höheres Maß an Individualismus, Kritikbereitschaft und Theoriefreude. Ein weiteres Kennzeichen der preußischen Landtagsfraktion war das Fehlen eines linken Flügels. In der Reichstagsfraktion dagegen hatte der linke Flügel durchaus Gewicht. Vor diesem Hintergrund gelang es Heilmann, die Machtstellung des preußischen Ministerpräsidenten zu sichern. Er schwor die SPD-Fraktion auf Braun ein, sodass diesem demütigende Erfahrungen erspart blieben, wie sie sozialdemokratischen Reichskanzlern wiederholt widerfuhren.
Fundamental für die Stabilität der politischen Verhältnisse im Freistaat Preußen war schließlich das enge Bündnis zwischen der sozialdemokratischen Arbeiterbewegung und dem politischen Katholizismus, dem Zentrum. Die Zusammenarbeit dieser beiden Parteien gelang, weil Heilmann als Vorsitzender der SPD-Fraktion und Joseph Heß, der Fraktionsgeschäftsführer und spätere Fraktionsvorsitzende des Zentrums, sich politisch und persönlich sehr gut verstanden. Beide hatten ihre jeweilige Fraktion fest im Griff und legten diese auf die Unterstützung der Staatsregierung fest, beide stimmten sich regelmäßig insbesondere in personalpolitischen und taktischen Fragen ab. Nicht zuletzt ihrer Kooperation war es zu verdanken, dass das schwarz-rote Bündnis trotz einiger Krisen bis 1932 Bestand hatte. Dieses Bündnis wurde um die Deutsche Demokratische Partei (DDP) ergänzt, die das liberale, republikanisch gesinnte Bürgertum repräsentierte.

#### Parlamentarischer Führer
Heilmann war der Meinung, dass es starker Führungspersönlichkeiten bedürfe, um das parlamentarische System der Weimarer Republik zu tragen. In dieser Hinsicht lobte er Otto Braun, den langjährigen Ministerpräsident Preußens, öffentlich. Zu Brauns 60. Geburtstag schrieb er:

„Otto Braun […] ist ein wirklicher Führer. Mit eigenem Willen und mit eigener Entschlusskraft, die lieber selbst entscheidet, als lange fragt. Aber doch ist er nichts weniger als ein Diktator. Er braucht keine Diktaturgewalt, die sich mit der Brutalität der Kraft durchsetzt; er weiß zu überzeugen, und wenn einmal seine Gründe nicht durchschlagend sind, läßt er sich auch überzeugen. Er ist ein Beispiel dafür, wie gerade die Demokratie Führerpersönlichkeiten erzeugt […].“

In gleicher Weise erblickte er in Joseph Heß einen „wirklichen Führer“.
Diese Wertschätzung der politischen Führungsfähigkeiten seiner politischen Weggefährten ist zugleich eine Charakterisierung Heilmanns eigener Stärken auf diesem Gebiet. In Konflikten wusste er sich durchzusetzen. Das zeigte sich bei wichtigen Personalentscheidungen. Nachdem Carl Severing 1926 als preußischer Innenminister zurückgetreten war, sollte nach dem Willen der SPD-Fraktion Robert Leinert nachfolgen, den Heilmann aber für kaum geeignet hielt. Braun liebäugelte zunächst mit Hans Krüger, dem damaligen Regierungspräsidenten von Lüneburg. Heilmann bevorzugte seinerseits Albert Grzesinski. Weil er sich damit in der Fraktion nicht durchsetzen konnte, trat er direkt vor der parlamentarischen Sommerpause als Fraktionsvorsitzender zurück. Nach der Sommerpause wählte die Fraktion ihn erneut zum Vorsitzenden. Wenig später bestellte Otto Braun Grzesinski qua Amtsmacht zum Innenminister. Heilmann hatte sich sowohl gegen die Fraktion als auch gegen Braun durchgesetzt. Dreieinhalb Jahre später, im Februar 1930, schied Grzesinski aus. Sein direkter Nachfolger Heinrich Waentig blieb nur ein Mann des Übergangs. Heilmann und Braun holten Carl Severing Mitte Oktober 1930 zurück, die Fraktion blieb auch bei dieser Personalentscheidung außen vor.
Heilmann war wesentlich am Sturz von Kultusminister Carl Heinrich Becker beteiligt. Der Minister wurde, obgleich parteilos, allgemein der DDP zugerechnet, die auf diese Weise auf drei Minister kam, genau wie das Zentrum. Die SPD stellte als deutlich stärkste Fraktion im Landtag hingegen nur zwei: den Ministerpräsidenten und den Innenminister. 1928 kamen nach der Landtagswahl Überlegungen auf, die Weimarer Koalition von SPD, Zentrum und DDP durch Hinzuziehen der Deutschen Volkspartei (DVP) zu einer Großen Koalition auszubauen. In dieser Situation drängte die SPD auf ein Opfer der DDP – Becker geriet ins Visier. Heilmann stellte sich hinter die Forderung nach Ablösung dieses Ministers. Auch nachdem die Pläne zur Großen Koalition hinfällig geworden waren, hielten die SPD-Fraktion und ihr Vorsitzender an den Ablösungsplänen fest und forderten seit Sommer 1929 das Amt des Kultusministers für einen Sozialdemokraten. Der Kandidat der Genossen war Christoph König, Oberschulrat, Mitglied der SPD-Landtagsfraktion und mit starkem Rückhalt der Volksschullehrer unter den SPD-Landtagsabgeordneten ausgestattet. Heilmann und seine Fraktion hielten in dieser Frage den Druck auf Braun aufrecht, der sich Anfang 1930 gezwungen sah, Becker fallen zu lassen, obgleich bereits die Gerüchte um den Rücktritt dieses Ministers die liberale Öffentlichkeit aufgebracht hatten – gegen eine Ablösung hatten Prominente wie Thomas Mann, Heinrich Mann, Alfred Döblin, Ernst Barlach, Max Liebermann, Albert Einstein und Theodor Wolff protestiert. Den Rücktritt Beckers konnte Heilmann als Erfolg verbuchen, nicht aber die Nachfolgeregelung im Kultusministerium. Braun entschied sich ohne weitere Konsultationen mit der Fraktion für Adolf Grimme, einen Sozialdemokraten, der nicht der Landtagsfraktion angehörte und der von Becker als Nachfolger vorgeschlagen worden war. Weil dieser sich als Minister rasch bewährte, gerieten die Turbulenzen um Becker bald in Vergessenheit.
Hedwig Wachenheim, vor dem Ersten Weltkrieg persönliche und politische Weggefährtin von Ludwig Frank, dem charismatischen Spitzenpolitiker der süddeutschen Sozialdemokratie, erlebte Heilmann als Mitglied der SPD-Fraktion im Preußischen Landtag aus nächster Nähe. Rückblickend urteilte sie über dessen Führungsqualitäten:

„Heilmann war neben Stresemann und Otto Braun, auch neben Joseph Wirth während einer kurzen Strecke, eine der großen politischen Gestalten der Weimarer Republik. Er begriff die Aufgaben eines parlamentarischen Führers und verstand, die Fraktionen zu einer Koalition zusammenzubringen. Als Vorsitzender der sozialdemokratischen Fraktion im Preußischen Landtag räumte er alle Schwierigkeiten aus, die in der Fraktion oder im Landtag selbst Otto Braun hätten entgegentreten können, und hat damit zu der langen Aufrechterhaltung der Weimarer Koalition in Preußen beigetragen. Ja, ich möchte sagen, er – und nicht die Führer der Reichstagsfraktion – hat in der Weimarer Republik das Leitbild eines parlamentarischen Führers geschaffen.“

Heilmann gelang es zudem, einen Kreis enger Vertrauter aus der Fraktion um sich zu scharen, die halfen, die Fraktionsarbeit geschmeidig zu halten. Zu diesem Kreis zählten Wachenheim, Kuttner, Grzesinski, Ernst Hamburger, Toni Sender, Hans Staudinger und Wilhelm Siering.
Eine Führungsrolle, wie er sie im Preußischen Landtag innehatte, konnte sich Heilmann im Reichstag nicht erarbeiten. Das Motiv dafür, ein Reichstagsmandat anzustreben, lag 1928 im Versuch, das demokratische Preußen über das Reich zu stärken. Gleiches galt auch für das Reichstagsmandat von Joseph Heß. Beide wollten zudem mit diesem Schritt das Reich und Preußen besser verzahnen – Pläne zur Personalunion preußischer und Reichsämter waren im Umlauf. Erfolg war ihren Ideen nicht beschieden: Heß gab bereits am 11. Juni 1928 sein Reichstagsmandat zurück, das er am 20. Mai 1928 gewonnen hatte; in der SPD stießen Heilmanns Gedanken zur stärkeren personellen Verklammerung von Preußen und Reich vielfach auf Unverständnis.

#### Nation, Republik und Sozialismus
Heilmann präsentierte sich während des Ersten Weltkrieges als Nationalist. In den Jahren der Republik lehnte er wie alle führenden deutschen Politiker den Versailler Vertrag ab, anfänglich hielt er es sogar für möglich, die Ratifikation zu verweigern. In späteren Jahren zeigte sich sein Patriotismus ebenfalls. Er sei immer wieder glücklich, wenn er von einer Auslandsreise nach Deutschland zurückkehre, so Heilmann. Sein Verhalten kurz vor seiner Verhaftung 1933, das Ausschlagen von Fluchtüberlegungen, resultierte ebenfalls aus diesem Bekenntnis zu Deutschland.
Heilmann stand nicht nur zu seinem Vaterland, sondern auch zur Republik. Es erboste ihn, als 1930 die Jugendopposition der Partei mit dem Schlagwort operierte: „Republik, das ist nicht viel, Sozialismus bleibt das Ziel“. Die sich in solchen Losungen ausdrückende Gesinnung sei „vollendeter Unsinn“. Anhängern solcher Parolen seien sozialdemokratische Grundbegriffe noch kaum bekannt. Beides, Republik und Sozialismus, seien gleichwertige Ziele. Die Republik sei mehr als nur ein günstiger Kampfboden. Etwa zur gleichen Zeit machte er „eine gewollte Geringschätzung und Herabsetzung der Demokratie“ aus und hielt dies für unvereinbar mit der Zugehörigkeit zur SPD.
Die parlamentarische Demokratie eröffnete für Heilmann die besten Möglichkeiten, die Ziele der Sozialdemokratie schrittweise zu erreichen. Dafür war seiner Meinung nach jedoch der Wille zur Macht, der Wille zum Regieren notwendig. Von den Oppositionsbänken aus sei das nicht zu leisten. 1927 sprach er auf dem Kieler Parteitag zu den Genossen:

„Wir haben […] dafür zu sorgen, daß dem Arbeiter die Republik nicht verekelt wird, und das müßte geschehen, wenn in ihr dauernd die Monarchisten regierten. Regierte in der deutschen Republik dauernd nur der Bürgerblock, wie wollten Sie die Begeisterung der Arbeiter wecken! Wenn Sie diese Begeisterung wollen und brauchen, bejahen Sie die Notwendigkeit sozialdemokratischer Regierungsteilnahme.“

Als besonderen Erfolg der Koalition in Preußen bezeichnete Heilmann auf dem Preußentag der SPD am 14. Februar 1928 die Demokratisierung der Verwaltung. Nur wenn die SPD dauerhaft an der Regierung beteiligt sei und die Regierungen nicht in kurzen Intervallen wechselten, wäre eine Fortführung dieser Personalpolitik möglich – von ihm positiv als System Severing tituliert. Heilmann war überzeugt, dass mit der preußischen Schutzpolizei ein „zuverlässiges republikanisches Instrument“ entstanden sei. Mit einem gewissen Stolz blicke Heilmann außerdem auf das Krisenjahr 1923 zurück:

„Wenn in jenen Tagen das Reich vor der Gefahr blutiger Unruhen und drohender Zersplitterung bewahrt worden ist, so darf Preußen als Klammer des Reiches, so darf die Sozialdemokratie als Führerin der Reichseinheit und Schützerin der Republik sich das als Verdienst anrechnen.“

Konsequenterweise kritisierte Heilmann die Tendenz in Teilen der Sozialdemokratie, in politischen Krisen die Oppositionsrolle anzustreben. Besonders deutlich wurde er dabei nach dem Auseinanderbrechen der Regierung Müller im Frühjahr 1930 und sah in den unsozialen Sparmaßnahmen der Nachfolgeregierung nachgerade eine Lernchance für die SPD:

„So wird die Erfahrung mit dem Kabinett Brüning für weiteste Kreise der Partei eine Lehre sein, über Vorteile und Nachteile der Koalitionspolitik tiefer nachzudenken, als das bisher der Fall gewesen ist.“

Bereits wenige Tage nach dem Ende der Großen Koalition auf Reichsebene hatte die von ihm geleitete SPD-Fraktion im Preußischen Landtag eine Entschließung angenommen, die das Verhalten der Schwesterfraktion im Reichstag offen kritisierte – ein höchst seltener Vorgang.
An theoretischen Diskussionen über den Sozialismus und über den Weg dorthin beteiligte sich Heilmann kaum. Er war an praktischen Erfolgen interessiert. Sozialismus war für ihn nicht in einem einmaligen politischen Willensakt herstellbar, er ging stattdessen von einem Prozess aus, der Jahrzehnte andauern würde. Ihm kam es darauf an, auf diesem Weg des Wandels mehr und mehr Elemente der kapitalistischen Wirtschaft zurückzudrängen durch Formen der öffentlichen Wirtschaft. Die Förderung der Gemeinwirtschaft war zentrale Forderung der reformorientierten Sozialismusstrategie, die wesentlich von Rudolf Hilferding und Fritz Naphtali unter den Schlagworten „Organisierter Kapitalismus“ und „Wirtschaftsdemokratie“ ausformuliert wurde.
Dieses Konzept versuchten die preußischen Sozialdemokraten unter Heilmanns und Brauns Führung nach und nach umzusetzen. Hierzu zählte das gezielt vorangetriebene Engagement des preußischen Staates als Unternehmer. Firmengründungen wie die der Preußag, der Preußischen Elektrizitäts AG oder der Vereinigten Elektrizitäts- und Bergwerk AG gehörten hierher. Auch die Hibernia AG wurde mit dieser Perspektive betrieben. Die Unterstützung des agrarisch-genossenschaftlichen Siedlungswesens durch die Preußische Staatsbank (Seehandlung) reihte sich in diese wirtschaftspolitischen Initiativen ein. Entsprechende Projekte der preußischen Kommunen wurden ebenso unterstützt.
Der Sozialismus sollte nicht allein in der Wirtschaft, sondern zugleich über den Ausbau der Sozialpolitik und durch verbesserte Bildungschancen erstritten werden. Heilmann trieb mit Braun, Grzesinski und Grimme diesen Plan voran. Die Förderung des Wohnungsbaus und Reformen im Bildungswesen waren hierbei die wichtigsten Eckpunkte.

#### Kampf gegen Republikgegner
Ernst Heilmann wandte sich scharf gegen die Konservativen, Kommunisten und Nationalsozialisten, in denen er Gegner der Demokratie erblickte. Auf dem Preußentag der SPD stellte er im Februar 1928 die Politik der Regierungspartei dar und trat dabei deutlicher und kämpferischer hervor als Braun. Er kritisierte scharf die Rechtsparteien von der DNVP über die DVP und Wirtschaftspartei bis hin zu den Völkischen. Diese hätten seit 1925 immer wieder zusammen mit den Kommunisten versucht, die Regierung zu stürzen. Die Kommunisten hätten dabei die Ziele der Konservativen unterstützt und sich als „Hilfstruppe der Reaktion“ erwiesen. „Es ist wahrlich nicht das Verdienst der Kommunisten, daß in diesem Preußen nicht wieder die alte Junkerherrschaft aufgerichtet worden ist.“ Allerdings sei die Opposition von Rechts und von Links nur in der Negation vereint. Klammer sei der Hass gegen die Sozialdemokratie. Den Versuch, eine gemeinsame Regierung zu bilden, hätte die Opposition nie unternommen. Heilmann war bewusst, dass die Republik trotz vieler Erfolge auch in Preußen noch immer bedroht war. „Noch stehen im Osten und Westen tausende von Trutzburgen der Reaktion. Noch weht durch zahllose Amtsstuben die muffige Luft des alten bürokratischen Geistes aus dem Obrigkeitsstaat. Wir dürfen uns niemals dem Irrtum hingeben, daß wir mit dem Parlament allein dieser Rückständigkeit Herr werden könnten.“
Im Freien Wort bezeichnete er das Herrschaftssystem in der Sowjetunion als eine grässliche Karikatur des Sozialismus; ein Zusammengehen mit der Kommunistischen Partei Deutschlands (KPD), die aus seiner Sicht vollständig von Moskau abhing, hielt er für unmöglich, entsprechende Forderungen nannte er 1930 eine „unverzeihliche Naivität“. Im selben Jahr griff Heilmann die parteieigene Jugendorganisation, die Sozialistische Arbeiter-Jugend (SAJ), scharf an, nachdem diese Karl-Liebknecht- und Rosa-Luxemburg-Feiern veranstaltet hatte. Er betonte, Liebknecht sei im Januar 1919 ein unversöhnlicher Gegner der Sozialdemokratie gewesen und in dieser Hinsicht mit Adolf Hitler vergleichbar. Feiern für Liebknecht seien für Sozialdemokraten „völlig unmöglich und untragbar“.
Der sozialdemokratische Fraktionsführer griff die KPD auch an, weil diese mit ihrer Sozialfaschismus-Agitation den Faschismus-Begriff in ein Kampfinstrument gegen die Sozialdemokratie umbog und die Gefahr, die von den Nationalsozialisten ausging, verharmlose.
Eine derart scharfe Abgrenzung nach links hielt Heilmann für notwendig, um resolut gegen die wachsende Gefahr des aufkommenden Nationalsozialismus kämpfen zu können. Eindringlich warnte Heilmann seit 1930 immer wieder vor dieser neuen politischen Kraft. Er betonte, Legalitätsbeteuerungen der Nationalsozialisten seien genauso wertlos wie deren Theorien. Es käme vielmehr auf deren politische Praxis an, und die sei „unbegrenzte Rohheit und zügellose Verleumdung“. Der Nationalsozialismus sei „ein Rückfall in Brutalität und Barbarei“. Heilmann skizzierte 1931 die Folgen, die eine Eroberung der Macht durch die NSDAP für die sozialistische Arbeiterbewegung haben würde:

„Faschismus ist die gewalttätige Auflösung aller Arbeiterorganisationen, die Vernichtung der Arbeiterparteien, der Gewerkschaften, der Konsumvereine, der Arbeiterpresse. Faschismus ist die blutige Verfolgung nicht etwa bloß gewalttätiger Umsturzversuche, sondern aller freiheitlichen Gedanken, Worte, Programme. Faschismus ist der Tod der Freiheit und die Ausschaltung der Arbeiterklasse als selbständigen Faktors aus Politik und Wirtschaft, Leben und Kultur.“

An anderer Stelle fasste er zusammen: „Die ganze Arbeiterbewegung wäre vogelfrei.“
Heilmann, der mit seinem Beitritt zur SPD die jüdische Kultusgemeinde verlassen hatte, thematisierte nicht ausdrücklich die Verfolgung und Vernichtung der Juden, die ihnen von den Nationalsozialisten drohten. Diese hatten Heilmann bereits vorgemerkt. Im Jahr 1929 – die NSDAP hatte im Deutschen Reichstag seinerzeit erst 12 Mandate – kündigte der spätere Reichsinnenminister Wilhelm Frick von der Tribüne des Parlaments den Tod Heilmanns an:

„Wir Nationalsozialisten werden Herrn Heilmann […] im kommenden Dritten Reich auf Grund eines Gesetzes gegen Volksverrat und Korruption durch einen deutschen Staatsgerichtshof […] als ersten in völlig legaler Weise aufhängen lassen […].“

Reichstagspräsident Paul Löbe rügte die Drohungen Fricks nicht, auch der Vorwärts reagierte nicht auf die Bemerkungen des Nationalsozialisten.

#### In der Ära der Präsidialkabinette
Das Ende der Regierung Müller und der Wechsel zum ersten Präsidialkabinett unter dem Zentrumspolitiker Heinrich Brüning im Frühjahr 1930 brachten für die Sozialdemokraten erhebliche Probleme mit sich. Brüning stützte sich nicht mehr auf das Parlament, sondern auf die Machtbefugnisse des Reichspräsidenten. Zudem belasteten die von ihm durchgesetzten Maßnahmen zur Sanierung des Haushalts die Anhängerschaft der SPD. Zugleich wurde mit der Reichstagswahl vom 14. September 1930 deutlich, dass die radikalen Parteien gestärkt aus Wahlgängen hervorgingen, insbesondere die NSDAP, die ihre Mandatszahl von 12 auf 107 fast verneunfachen konnte. Um ein weiteres Anwachsen der Radikalen zu verhindern, tolerierte die SPD im Reichstag weitgehend die auf Kürzung der Sozialausgaben basierende Spar- und Deflationspolitik Brünings, welche aber die wirtschaftliche Krise noch verschärfte.
Ernst Heilmann war in Preußen und im Reichstag einer der führenden Sozialdemokraten, der unter seinen Genossen für diese Tolerierungspolitik warb. Sie war seiner Ansicht nach zur Erhaltung der Republik alternativlos. Das entscheidende Medium seines Eintretens für diese Strategie war Das freie Wort. Er veröffentlichte in diesem sozialdemokratischen Diskussionsorgan zwischen Herbst 1929 und Ende Februar 1933, dem Zeitpunkt seines Verbots durch die Nationalsozialisten, mehr als 200 Artikel und Kommentare, zirka die Hälfte davon in den Jahren 1931 und 1932. Bereits in seinem ersten Kommentar nach der Reichstagswahl von 1930 erklärte Heilmann:

„Diese Reichstagswahl ist ein ungeheurer politischer und wirtschaftlicher Schlag für Deutschlands Wiederaufrichtung. Unsere Aufgabe bleibt trotz alledem, die Folgen dieser Katastrophe für das deutsche Volk so sehr wie möglich abzuschwächen […] [Die Sozialdemokratie wird nach wie vor zu jeder positiven Leistung bereit sein,] wenn auf die von ihr vertretenen Arbeiterinteressen die gebührende Rücksicht genommen wird.“

In seinen weiteren Beiträgen nahm Heilmann oft die konkreten Gesetzesvorhaben der Regierung zum Anlass, um für die Beibehaltung des Tolerierungskurses gegenüber Brüning zu plädieren, der in der SPD höchst umstritten war. Der Berliner Parteibezirk und viele andere mehrheitlich linke Parteigliederungen liebäugelten nämlich mit einer Regierung Hitler-Hugenberg. An diese würden sie, wie Heilmann am 12. Oktober 1930 im Freien Wort höhnte, „die naivsten und entzückendsten Phantasien“, knüpfen, namentlich, dass sie den überall in Deutschland unbeliebten Young-Plan beseitigen und dann bald abwirtschaften würde.
Heilmanns zentrale Frage war aber stets, ob eine Zustimmung zu von Brüning vorgelegten Gesetzentwürfen mit den Interessen der Arbeiterschaft vereinbar sei. Das Ergebnis war durchweg: Eine Wahl gibt es nicht, wesentliche Veränderungen gegenüber ersten Regierungsplänen sind von den Sozialdemokraten bereits durchgesetzt worden, lebenswichtige Interessen der Sozialdemokratie sind in dieser Entscheidung berücksichtigt.
Die Tolerierung der Regierung Brüning sollte nach Heilmann zugleich die Weimarer Koalition in Preußen stabilisieren, da andernfalls die Zentrumsfraktion im Preußischen Landtag ihre langjährige Zusammenarbeit mit der SPD aufkündigen würde. Joseph Heß hatte Heilmann in dieser Hinsicht deutliche Warnhinweise gegeben. Um das demokratische Preußen abzusichern, entwickelten Politiker der Weimarer Koalition, allen voran Ernst Hamburger und Ernst Heilmann, eine neue Geschäftsordnung des Landtags. Sie sah vor, dass ein Ministerpräsident nur noch mit absoluter Mehrheit gewählt werden konnte – und nicht wie zuvor auch mit einer relativen Mehrheit im zweiten Wahlgang. Hintergrund war die am 24. April 1932 anstehende Landtagswahl, die befürchten ließ, dass in Preußen eine negative Mehrheit der Flügelparteien KPD und NSDAP entstehen würde. Tatsächlich waren die Befürchtungen berechtigt. Die SPD sank auf 21,2 % ab. Die DDP (jetzt Deutsche Staatspartei genannt) schrumpfte mit 1,5 % fast zur Bedeutungslosigkeit. Dagegen wuchs die NSDAP von 2,9 % auf 36,3 % an und wurde mit 162 Mandaten deutlich stärkste Fraktion. Die Weimarer Koalition hatte ihre Mehrheit verloren und kam zusammen nur noch auf 163 Mandate. Die veränderte Geschäftsordnung sicherte dennoch Brauns Verbleib im Amt des Ministerpräsidenten. Heilmann setzte sich nach der Wahl vehement dafür ein, die Chance der veränderten Geschäftsordnung auch tatsächlich zu nutzen; Stimmen aus der Fraktion, nun das Heil in der Opposition zu suchen, schob er beiseite, ebenso alle Bedenken des vom Wahlausgang schwer enttäuschen Otto Braun.
Großen parlamentarischen Spielraum gab es nicht. Am wahrscheinlichsten schien eine Koalition aus NSDAP und Zentrum zu sein, die mit zusammen 229 Abgeordneten eine Mehrheitskoalition bilden konnten. Auch Braun und Severing hielten diese Lösung für wahrscheinlich. Dagegen erwartete Heilmann zu Recht, dass entsprechende Verhandlungen unter anderem an der Unnachgiebigkeit der NSDAP scheitern würden. „Die einzige Möglichkeit der Fortsetzung des staatlichen Lebens wäre dann, daß die Regierung Braun-Severing als geschäftsführendes Kabinett weiter amtet.“ Voraussetzung für ein dauerhaftes Minderheitskabinett wäre indes die Tolerierung durch die KPD gewesen. Heilmann appellierte daher:

„Die KPD muss jetzt neu entscheiden, ob sie weiter dem Phantom einer unmittelbaren revolutionären Entscheidung nachjagen und damit den Faschismus zum Herrn in Deutschland machen und sich selbst töten will oder nicht. Wenn nur die deutschen Arbeiterinteressen bei der KPD eine Rolle spielten, wäre allerdings diese Entscheidung nicht eine Sekunde zweifelhaft.“

Heilmann warb nur in verhaltener Form um die KPD, um nicht den Koalitionspartner Zentrum in die Arme der NSDAP zu treiben. Ganz ausgeschlossen war eine Tolerierung durch die KPD nicht, da diese begonnen hatte, ihre Einheitsfrontpolitik zu ändern. Aber letztlich kam weder ein Bündnis aus Zentrum und NSDAP noch eine von der KPD gestützte Minderheitsregierung zu Stande.

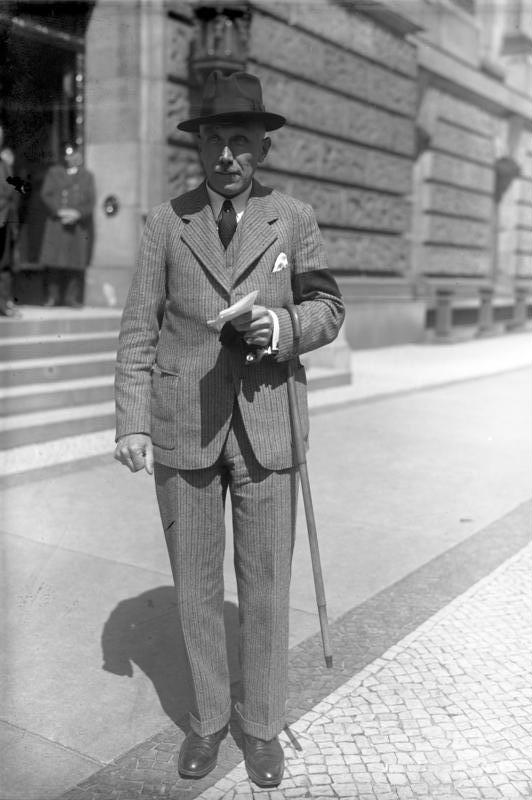
Franz von Papen, Juni 1932.

Das Eintreten Heilmanns für die Tolerierungspolitik auf Reichsebene führte innerhalb der SPD zum Erfolg. Die Partei stützte den Zentrumskanzler. Das damit verfolgte Ziel – Bewahrung der Demokratie – erreichte diese Strategie allerdings nicht. Brüning hielt den Einfluss der SPD auf Regierungsentscheidungen gering, er näherte sich SPD-Positionen nicht so an, wie Heilmann es erhofft hatte. Überdies honorierten die Wähler diese Politik nicht – insbesondere das Wachstum der NSDAP ließ sich auf diese Weise nicht verhindern. Selbst die Weimarer Koalition in Preußen war zur Ohnmacht verdammt, wie der Putsch der Regierung Papen am 20. Juli 1932 zeigte. Auch die Entscheidung des Staatsgerichtshofs vom 25. Oktober 1932, die Minister formal wieder ins Amt zu setzen, änderte daran nichts.
Dass die SPD bei der Reichspräsidentenwahl 1932 dafür warb, für Hindenburg zu stimmen, wie es auch Heilmann gefordert hatte, führte zu einer ähnlichen Bilanz. Hindenburg setzte sich zwar gegen Hitler und den KPD-Vorsitzenden Ernst Thälmann durch. Seine Macht gebrauchte er aber nicht, um Parlament und Republik, wie von der SPD gehofft, zu stärken.
Heilmann verbreitete dennoch sowohl nach der Reichstagswahl vom 31. Juli 1932 als auch nach der Reichstagswahl vom 6. November 1932 Zuversicht. Er hielt den Angriff der Nationalsozialisten auf die Republik für abgewehrt. Zunächst wertete er im zweiten Halbjahr 1932 Hindenburgs Weigerung, Hitler zum Reichskanzler zu ernennen, als gutes Zeichen. Die Novemberwahl begrüßte Heilmann anschließend, weil sich in dieser Wahl erstmals Verluste der NSDAP einstellten. So frohlockte Heilmann am 13. November 1932 in Das freie Wort: „An die Hitler-Diktatur kann heute kein normaler Mensch mehr glauben.“ Zugleich blamiere dieses Wahlergebnis die Präsidialregierung unter Franz von Papen, die Heilmann als Vorspiel zum Faschismus betrachtet hatte. Heilmanns Optimismus war verfrüht. Am 30. Januar 1933 erfolgte schließlich die Ernennung Hitlers zum Reichskanzler durch Hindenburg.

#### Von der Machtergreifung bis zur Verhaftung
Gemäß der Tradition der deutschen Sozialdemokratie orientierte auch Heilmann seine Genossen auf den 5. März 1933, den Tag der Reichstagswahlen. Hier erhoffte er sich einen Sieg über die neue Regierung. Die Fixierung der Parteiarbeit auf Wahlkampf, Agitation, Mitgliederwerbung und Organisationsausbau wurde von ihm nach der Machtergreifung nicht in Frage gestellt – das Parlament galt weiterhin als Ausgangs- und Bezugspunkt politischen Handelns. Außerparlamentarische Strategien, etwa die Mobilisierung der Eisernen Front oder die Vorbereitung des Untergrundkampfes, hatten dagegen kaum Gewicht.
Heilmann selbst ging weder in die Illegalität, noch floh er ins Ausland. Hedwig Wachenheim, die in die Schweiz auswich, forderte ihn auf, ebenfalls ins Exil zu gehen. Er lehnte ab: „Das ist nichts für mich, im Ausland als Emigrant und Privatmensch zu leben“. Victor Schiff, langjähriger Redakteur des Vorwärts, bot ihm einen Diplomatenpass, auch dieses Angebot schlug Heilmann aus. Er könne nicht fliehen. „Unsere Mitglieder, die Arbeiter können auch nicht davonlaufen.“
Er setzte vielmehr den Kampf gegen die Nationalsozialisten mit den ihm vertrauten parlamentarischen Mitteln fort. Die berühmte Rede, mit der der Parteivorsitzende Otto Wels am 23. März 1933 vor dem Reichstag begründete, warum die sozialdemokratischen Abgeordneten das Ermächtigungsgesetz ablehnten, basierte auf einem gemeinsamen Entwurf von ihm, Wels, Kurt Schumacher und dem Chefredakteur des Vorwärts, Friedrich Stampfer.
Heilmann zeigte sich in diesen Wochen öffentlich und besuchte weiterhin sein Stammcafé. Auch an der Reichskonferenz der SPD am 19. Juni 1933 nahm er teil. Die Inlands-SPD versuchte auf dieser Tagung ihre Position zum Exilvorstand um Otto Wels zu finden, der die Partei von Prag aus zum Widerstand gegen den Nationalsozialismus aufgerufen hatte. Heilmann trat auf dieser Konferenz nicht in den Vordergrund, sprach sich aber – wie die Mehrheit der Teilnehmer – dafür aus, die Verbindung zum Exilvorstand zu kappen. Widerstand lehnte er ab. Stattdessen sollten die Genossen „den Faden der Legalität weiterspinnen, solange er weitergesponnen werden kann“. Diese Legalitätstaktik fand ein rasches Ende. Drei Tage später, am 22. Juni 1933, verboten die Nationalsozialisten die SPD.

## Haft

### In Konzentrationslagern

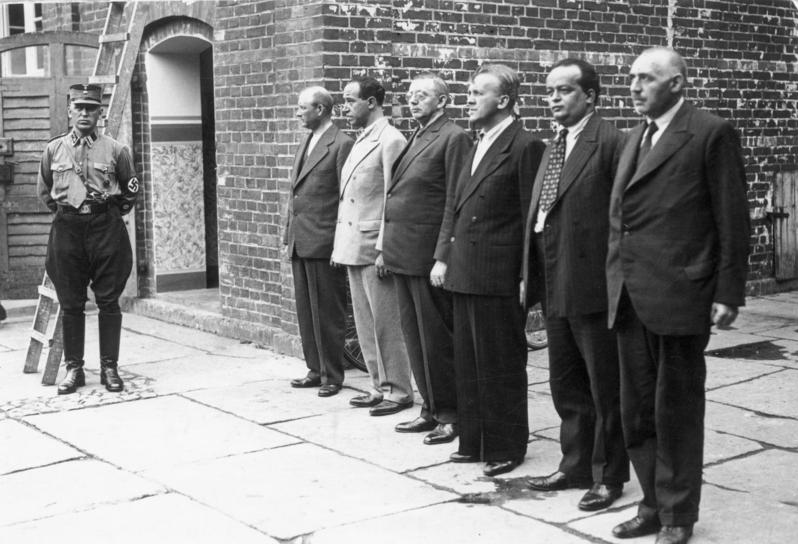
Ernst Heilmann (1. v.r.) mit Friedrich Ebert junior, Alfred Braun, Heinrich Giesecke, Hans Flesch und Kurt Magnus als Häftling im KZ Oranienburg, August 1933

Am 26. Juni 1933 verhaftete die Gestapo Heilmann im Café Josty. Sie brachte ihn ins KZ Columbia und wenige Tage später in das Berliner Polizeipräsidium am Alexanderplatz. Bereits in den ersten Hafttagen wurde Heilmann schwer misshandelt. Weitere Stationen der Internierung schlossen sich an: Haftanstalt Plötzensee, KZ Börgermoor, KZ Esterwegen, KZ Oranienburg, KZ Sachsenhausen, KZ Dachau und schließlich ab September 1938 das KZ Buchenwald.

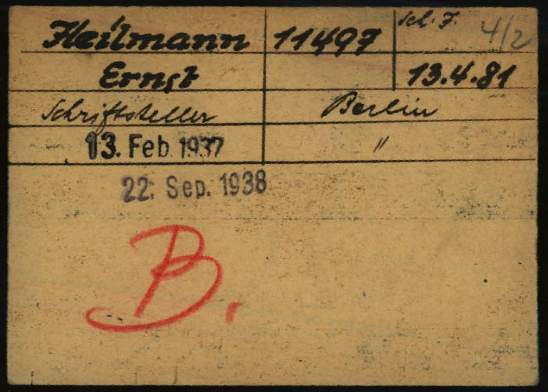
Registrierungskarte von Ernst Heilmann als Gefangener im nationalsozialistischen Konzentrationslager Dachau

In Börgermoor versuchte Heilmann, seinen Qualen ein Ende zu bereiten, indem er die von den Wachmannschaften gebildete Postenkette überschritt, um tödliche Schüsse der Wachen zu provozieren. Diese schossen ihm jedoch nur in das rechte Bein.

Kommunistische Inhaftierte in Buchenwald begegneten Heilmann mit Misstrauen und Hass. Sie sahen in ihm einen rechten Opportunisten und SPD-Bonzen. Ihre Ablehnung wurde durch Heilmanns Weigerung geschürt, sich im Lager ihren politischen Absichten unterzuordnen. Auch jüngere Sozialdemokraten, die die Tolerierungspolitik abgelehnt hatten, verhielten sich Heilmann gegenüber distanziert.
In Buchenwald war von der politischen Kraft des vormaligen Fraktionsführers nach jahrelanger Haft nicht mehr viel geblieben. Walter Poller, Arztschreiber in Buchenwald, berichtete 1946 rückblickend von einer Begegnung mit Heilmann am Jahresende 1938:

„Die Spuren des Leids und all der Qualen, die dieser Mann in den bis dahin fünfeinhalb Jahren Konzentrationslagerzeit durchzustehen hatte, waren tief in das zerfurchte Antlitz gegraben. Seine zerfetzte Kleidung war schmutzig und geflickt. Sein Gang war gebeugt und langsam, seine Hände rissig, spröde, zerarbeitet. Das war nicht mehr der Mensch Heilmann, das war nur noch ein erbarmungswürdiges menschliches Wrack.“

Heilmann sprach gegenüber Poller von einem kommenden Krieg, der für die nicht-jüdischen Gefangenen eine Chance bedeuten könne, weil sie dabei wohl gebraucht würden. Für Juden sah er dagegen kaum eine Überlebenschance. Nach dem Beginn des Zweiten Weltkrieges rechnete Heilmann nach Angaben des aus Österreich stammenden jüdischen Häftlings Dr. Gustav Bauer, später eingesetzt in der Häftlingsschreibstube in Buna/Monowitz, täglich mit seiner Ermordung.
Sämtliche Versuche seiner Freunde und Verwandten, sein Schicksal abzuwenden oder zu mildern, scheiterten. Die Entscheidung darüber hatte sich Heinrich Himmler, der Reichsführer SS, persönlich vorbehalten.

### Tod
Am 31. März 1940 wurde Heilmann beim Abendappell herausgerufen und in den Bunker des Konzentrationslagers Buchenwald abgeführt. Am Morgen des 3. April tötete ihn der als „Henker von Buchenwald“ berüchtigte SS-Hauptscharführer Martin Sommer mit einer Giftspritze. In der Meldung an die Kommandantur des Lagers hieß es, Heilmann sei um 5:10 Uhr „an Herzschwäche bei Herzfehler (Wassersucht)“ verstorben. Das offizielle SS-Protokoll behauptete hingegen, eine ausgesprochene Altersschwäche sei die Todesursache gewesen.
Heilmann hinterließ seine Ehefrau Magdalena Heilmann, mit der er seit 1920 verheiratet war, sowie vier Kinder, darunter Peter Heilmann.

## Nachwirkung

### Forschungssituation
Die Geschichtswissenschaft hat sich bis Mitte der 1970er Jahre kaum mit Heilmann befasst. Erstmals stellte der Historiker Hagen Schulze in seiner 1977 veröffentlichten Biographie über Otto Braun die Bedeutung Heilmanns heraus. Er sah in ihm einen entscheidenden personellen Faktor für die langjährige Zusammenarbeit der Weimarer Koalition im Freistaat Preußen. „Ohne Ernst Heilmann wäre Otto Brauns politische Stellung nicht möglich gewesen (…).“
Anfang der 1980er Jahre publizierte der Politikwissenschaftler Peter Lösche eine Reihe kleinerer Schriften zu Heilmann. Auch der Historiker Horst Möller trat mit einem entsprechenden Aufsatz hervor. Anlass dieser Publikationen war der hundertste Geburtstag Heilmanns. All diesen Darstellungen war gemein, dass sie sich auf die Hochphase des Heilmannschen Schaffens konzentrierten: auf seine Arbeit als Fraktionsführer der SPD im Preußischen Landtag. Lösche hält Heilmann für einen der „zehn bedeutendsten und einflussreichsten Politiker der Weimarer Republik“. Möller nennt ihn einen „der profiliertesten Verteidiger der Republik“ sowie einen der „hellsichtigsten Kämpfer() gegen den Nationalsozialismus in Deutschland“. Auch sei Heilmann nach Horst Möller zu den wenigen Weimarer Parlamentariern von überragendem Format zu zählen. Der Historiker und Journalist Rainer Krawitz verfasste ein Radio-Feature über Heilmann, das der Deutschlandfunk im April 1981 sendete.
Im Jahr 1993 publizierte der Archivar Stephan Pfalzer einen kurzen Aufsatz über Heilmanns Aktivitäten in Chemnitz. Wolfgang Röll, Mitarbeiter der Gedenkstätte Buchenwald, beschäftigte sich in seiner Arbeit über sozialdemokratische Häftlinge im KZ Buchenwald auf einigen Seiten auch mit dem Schicksal Heilmanns in diesem Lager. Eine umfassende Biographie über Ernst Heilmann ist bislang nicht verfasst worden.

### Erinnerung

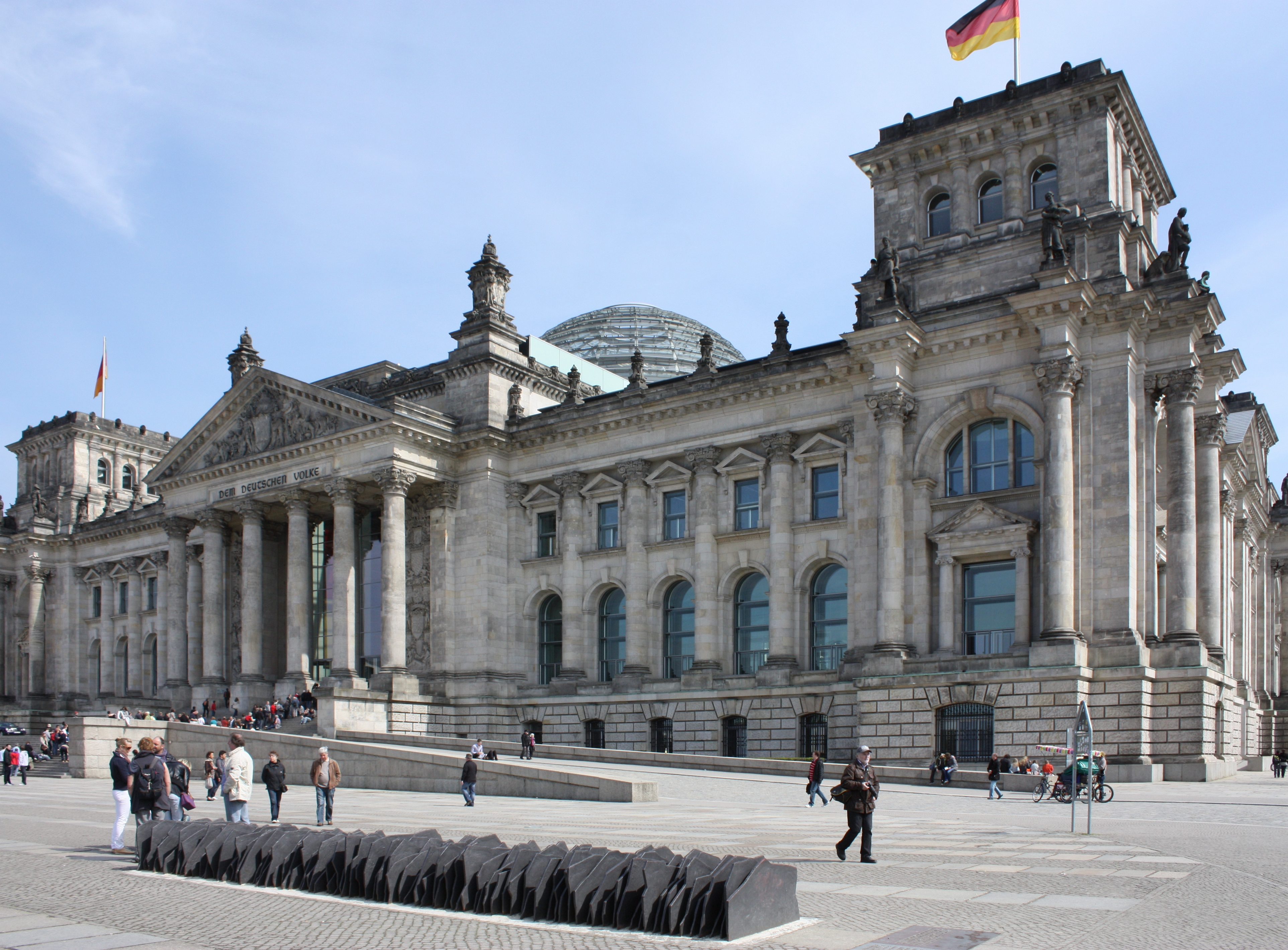
Gedenktafeln am Reichstag

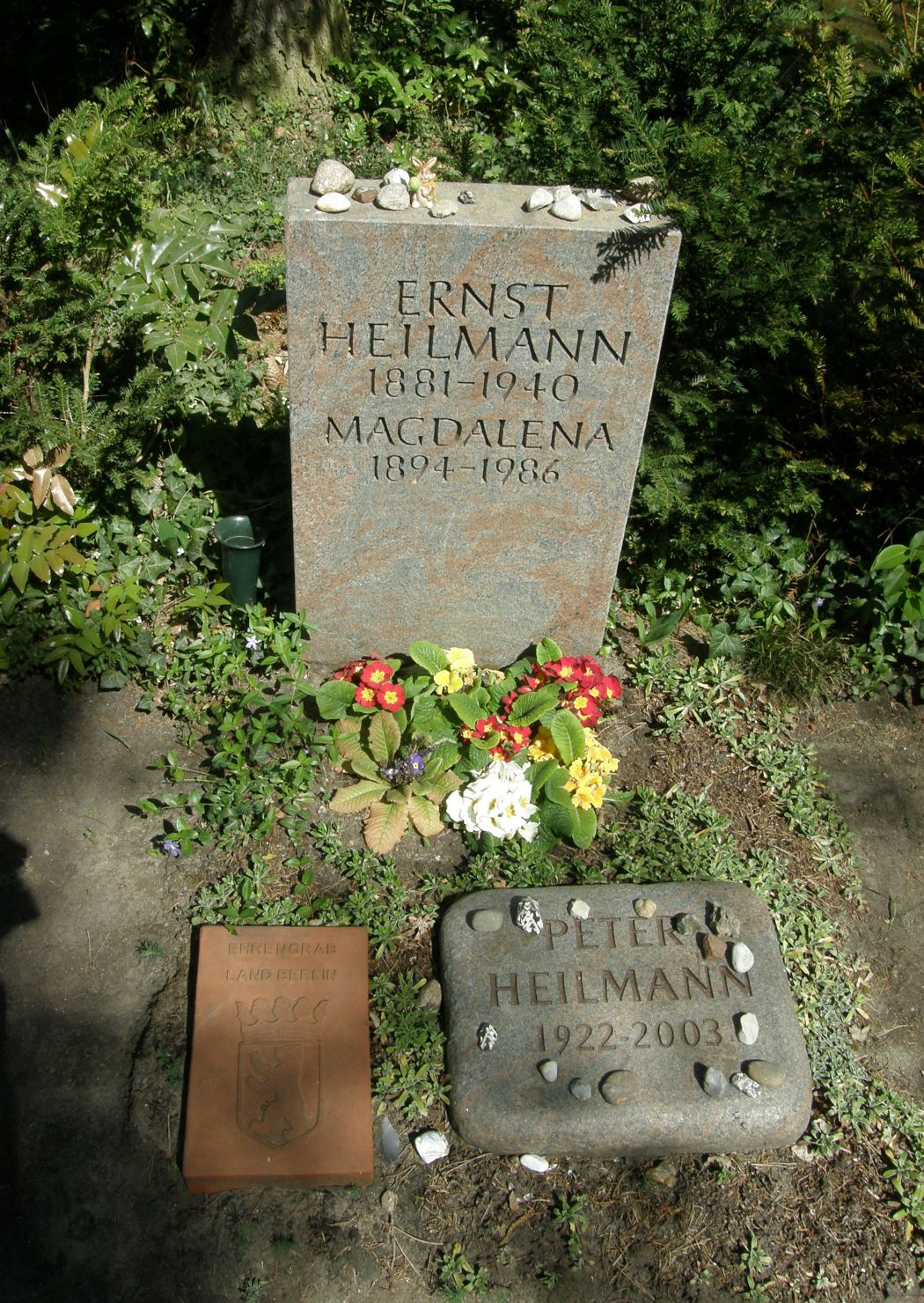
Grab der Eheleute Heilmann sowie Grab ihres Sohnes Peter

Ernst Heilmann blieb über Jahrzehnte weitgehend vergessen. In den Erinnerungsschriften seiner Mitstreiter wie Braun, Severing, Grzesinski oder Stampfer führte er nur ein Schattendasein oder wurde überhaupt nicht erwähnt. Auch in Brünings Memoiren und in den Lebenserinnerungen Arnold Brechts wird er nicht beziehungsweise nur am Rande angesprochen.
An verschiedenen Orten wird an Heilmann erinnert. Insbesondere in Berlin findet sich sein Name an unterschiedlichen Plätzen. Dazu gehören in der Nähe der Hinrichtungsstätte Plötzensee der Heilmannring und der Ernst-Heilmann-Steg zur Kreuzberger Lohmühleninsel. Im Abgeordnetenhaus von Berlin, dem Gebäude des früheren Preußischen Landtags, der bedeutendsten Wirkungsstätte dieses Politikers, findet sich ein Ernst-Heilmann-Saal. Seit 1989 ist an seinem früheren Wohnhaus in der Brachvogelstraße 5 in Kreuzberg eine Gedenkplatte für Heilmann angebracht. Seit 1992 erinnert in Berlin in der Nähe des Reichstags eine der 96 Gedenktafeln für von den Nationalsozialisten ermordete Reichstagsabgeordnete an Heilmann.
Auf Beschluss des Berliner Senats ist die letzte Ruhestätte von Ernst Heilmann auf dem Wilmersdorfer Waldfriedhof in Stahnsdorf (Grablage: H-III-UW-72) seit 1999 als Ehrengrab des Landes Berlin gewidmet. Die Widmung wurde im Jahr 2021 um die übliche Frist von zwanzig Jahren verlängert.
Ernst-Heilmann-Straßen gibt es in Chemnitz, in Forst (Lausitz), in Bergkamen sowie in Niederheimbach. In Cottbus ist der Ernst-Heilmann-Weg nach ihm benannt, in Hildesheim der Ernst-Heilmann-Grund.

### Spezifische Literatur
- Klaus Malettke: Heilmann, Ernst. In: Neue Deutsche Biographie (NDB). Band 8, Duncker & Humblot, Berlin 1969, ISBN 3-428-00189-3, S. 260 f. (Digitalisat).
- Alex J. Kay: Death Threat in the Reichstag, June 13, 1929: Nazi Parliamentary Practice and the Fate of Ernst Heilmann. In: German Studies Review 35.1 (2012), S. 19–32.
- Jens Flemming: Heilmann, Ernst. In: Demokratische Wege. Deutsche Lebensläufe aus fünf Jahrhunderten, hrsg. von Manfred Asendorf und Rolf von Bockel: J. B. Metzler, Stuttgart/Weimar 1997, ISBN 3-476-01244-1, S. 242–244.
- Ernst Menachem Heilmann: Überlegungen und Erfahrungen sowie persönliche Schicksale und Lebensbilder einer verfolgten Familie In: Lorenz Gösta Beutin, Wolfgang Beutin, Ernst Menachem Heilmann (Hrsg.): In Nürnberg machten sie ein Gesetz (Bremer Beiträge zur Literatur- und Ideengeschichte), Peter Lang GmbH – Internationaler Verlag der Wissenschaften, Frankfurt/Main 2011, ISBN 978-3-631-61534-8.
- Rainer Krawitz: Preußens ungekrönter König. Zum 100. Geburtstag des SPD-Politikers Ernst Heilmann. Sendung des Deutschlandfunks am 7. April 1981, Manuskript (unpaginiert).
- Peter Lösche: Ernst Heilmann – Sozialdemokratischer parlamentarischer Führer im Preußen der Weimarer Republik. In: GWU, 33. Jg. (1982), H. 7, S. 420–432.
- Peter Lösche: Ernst Heilmann (1881–1940). Parlamentarischer Führer und Reformsozialist. In: Peter Lösche, Michael Scholing, Franz Walter: Vor dem Vergessen bewahren. Lebenswege Weimarer Sozialdemokraten. Colloquium Verlag, Berlin 1988, ISBN 3-7678-0741-6, S. 99–120.
- Horst Möller: Ernst Heilmann. Ein Sozialdemokrat in der Weimarer Republik. In: Jahrbuch des Instituts für Deutsche Geschichte. Band XI, 1982, S. 261–294. (Neu veröffentlicht in: Horst Möller: Aufklärung und Demokratie. Historische Studien zur politischen Vernunft. Hrsg. von Andreas Wirsching. Oldenbourg, München 2003, ISBN 3-486-56707-1, S. 200–225 (books.google.de)).
- Stephan Pfalzer: Ernst Heilmann in Chemnitz. In: Helga Grebing, Hans Mommsen, Karsten Rudolph (Hrsg.): Demokratie und Emanzipation zwischen Saale und Elbe. Beiträge zur Geschichte der sozialdemokratischen Arbeiterbewegung bis 1933 (Veröffentlichungen des Instituts zur Erforschung der europäischen Arbeiterbewegung, Schriftenreihe A: Darstellungen, Band 4). Klartext Verlag, Essen 1993, ISBN 3-88474-032-6, S. 139–146.
- Siegfried Heimann: Ernst Heilmann – Parlamentarier, Sozialdemokrat. Abgeordnetenhaus von Berlin, Berlin 2010, ISBN 978-3-922581-02-4

### Weiterführende Darstellungen
- Horst Möller: Parlamentarismus in Preußen. 1919–1932 (Handbuch der Geschichte des deutschen Parlamentarismus, im Auftrage der Kommission für Geschichte des Parlamentarismus und der politischen Parteien herausgegeben von Gerhard A. Ritter), Droste, Düsseldorf 1985, ISBN 3-7700-5133-5.
- Wolfram Pyta: Gegen Hitler und für die Republik. Die Auseinandersetzung der deutschen Sozialdemokratie mit der NSDAP in der Weimarer Republik (Beiträge zur Geschichte des Parlamentarismus und der politischen Parteien, hrsg. von der Kommission für Geschichte des Parlamentarismus und der politischen Parteien, Band 87). Droste, Düsseldorf 1989, ISBN 3-7700-5153-X.
- Wilhelm Ribhegge: Preußen im Westen. Kampf um den Parlamentarismus in Rheinland und Westfalen 1789–1947 (Sonderausgabe für die Landeszentrale für politische Bildung NRW), Münster 2008; seitenidentisch mit (…) Verlag Aschendorff, Münster 2008, ISBN 978-3-402-05489-5.
- Wolfgang Röll: Deutsche Sozialdemokraten im Konzentrationslager Buchenwald. 1937–1945. Unter Einbeziehung biographischer Skizzen. Hrsg. von der Stiftung Gedenkstätten Buchenwald und Mittelbau-Dora, Wallstein, Göttingen 2000, ISBN 3-89244-417-X.
- Robert Sigel: Die Lensch-Cunow-Haenisch-Gruppe (Beiträge zu einer historischen Strukturanalyse Bayerns im Industriezeitalter, Band 14). Duncker und Humblot, Berlin 1976, ISBN 3-428-03648-4.
- Hagen Schulze: Otto Braun oder Preußens demokratische Sendung. Eine Biographie. Ullstein, Propyläen, Frankfurt am Main u. a. 1977, ISBN 3-550-07355-0.
- Heinrich August Winkler: Der Weg in die Katastrophe. Arbeiter und Arbeiterbewegung in der Weimarer Republik 1930 bis 1933, Verlag Dietz J.H.W. Nachf., Bonn 1990, ISBN 3-8012-0095-7 (= Geschichte der Arbeiter und der Arbeiterbewegung in Deutschland seit dem Ende des 18. Jahrhunderts, Band 11).